# Harrison Islands
Harrison Islands är öar i Kanada.   De ligger i territoriet Nunavut, i den nordöstra delen av landet, 2 800 km norr om huvudstaden Ottawa. Ögruppen består av Qikiqtarjuaq Island i väster och Halliq Island i öster.
Trakten runt Harrison Islands består i huvudsak av gräsmarker.